# Tablas rotas. Minding the Gap
Tablas rotas. Minding the Gap es una película documental de 2018 dirigida por Bing Liu. Fue producida por Liu y Diane Moy Quon a través de Kartemquin Films. Narra las vidas y amistades de tres jóvenes que crecen en Rockford, Illinois, unidos por su amor por el skateboarding. La película recibió elogios de la crítica, ganó el Premio del Jurado Especial de Documental de EE. UU. a la Mejor Realización Cinematográfica en el Festival de Cine de Sundance y fue nominada a Mejor Película Documental en la 91.ª edición de los Premios Óscar.

## Estreno
La película se estrenó en el Festival de Cine de Sundance de 2018 y recibió el Premio Especial del Jurado al Documental de EE. UU. a la Mejor Realización Cinematográfica. En junio de 2018, Hulu adquirió los derechos de distribución y se estrenó en cines y en Hulu el 17 de agosto de 2018. Se emitió en PBS el 18 de febrero de 2019, como parte de la serie POV de la cadena.
En 2021, The Criterion Collection lanzó una edición especial de Minding the Gap.

## Recepción
La película tiene a 100% en Rotten Tomatoes según 123 reseñas, con una calificación promedio de 8.7/10 . El consenso del sitio dice: " Minding the Gap se basa en más de una década de imágenes documentales para armar una imagen conmovedora de las vidas de los jóvenes estadounidenses que resuena mucho más allá de sus sujetos en pantalla". También tiene un promedio de 90/100 en Metacritic. El expresidente de EE. UU., Barack Obama, citó la película como una de sus favoritas de 2018.

### Premios
La película fue nominada a un premio Independent Spirit a la mejor película documental y al premio Truer Than Fiction. Fue nominado a cinco premios Critics' Choice Awards, y fue nombrado uno de los mejores documentales por la National Board of Review. Ganó un Premio Peabody 2018, y ganó el premio del Círculo de Críticos de Cine de Nueva York a la Mejor Película de No Ficción. Después de ser preseleccionado, Minding the Gap fue nominado al Premio de la Academia a la Mejor Película Documental en la 91.ª edición de los Premios de la Academia.